# Tramagal Sport União
Le Tramagal Sport União est un club de football portugais basé à Tramagal dans le centre du Portugal.